# Adam Pålsson
Adam Gustav Justus Pålsson (Österhaninge, 25 marzo 1988) è un attore svedese, noto per il ruolo di Kurt Wallander nella serie Netflix Il giovane Wallander.

## Biografia
Pålsson ha studiato all'Accademia nazionale svedese di mimo e recitazione di Stoccolma tra il 2008 e il 2011. Nel 2012 è stata messa in scena la sua opera teatrale Frida är gravid! al Teater Galeasen. Ha anche scritto ed eseguito una sua versione dell'Amleto al teatro di Stoccolma nel 2010.
In Svezia, Pålsson è conosciuto per il ruolo nella serie Don't Ever Wipe Tears Without Gloves di Jonas Gardell, trasmessa dalla televisione svedese, e per aver interpretato il ruolo principale in Ted: För kärlekens skull, un biopic del 2018 sul cantautore svedese Ted Gärdestad. Ha anche avuto un ruolo importante nella terza serie di The Bridge.
Pålsson è stato il cantante solista di un gruppo indie rock, gli ÅR&DAR.
Ha interpretato Mads nella sitcom fantascientifica Avenue 5 di Armando Iannucci. Inizialmente scritturato per un ruolo minore, gli è stata offerta in seguito una parte più importante. Pålsson ha dichiarato di aver scelto il ruolo perché ammira molto Iannucci.
Interpreta Kurt Wallander nella produzione 2020 Netflix/Yellow Bird intitolata Young Wallander. In un'intervista al The Guardian ha spiegato di essere riuscito a entrare in empatia con il personaggio di Wallander, dato che la sua famiglia proviene dalla stessa zona della Svezia. È anche l'unico attore svedese in Young Wallander.

## Filmografia

### Cinema
- Håkan Bråkan & Josef, regia di Erik Leijonborg (2004)
- Buss till Italien, regia di Daniel Lind Lagerlöf (2005)
- Ett öga rött, regia di Daniel Wallentin (2007)
- Så olika, regia di Helena Bergström (2009)
- Himlen är oskyldigt blå, regia di Hannes Holm (2010)
- I nöd eller lust, regia di Kjell Sundvall (2015)
- Ted - För kärlekens skull, regia di Hannes Holm (2018)
- Barn, regia di Dag Johan Haugerud (2019)

### Cortometraggi
- Snöänglar, regia di Sebastian Agdur e Andreas Tillnert (2008)
- Människor helt utan betydelse, regia di Gustaf Skarsgård (2011)
- Jag vill ha allt, regia di Maria Eriksson-Hecht (2012)
- Kärleken bryr sig inte, regia di Farzad Farzaneh (2013)
- Fågel fenix, regia di Alexandra Dahlström (2013)
- Den rätta, regia di Alexandra Dahlström (2014)

### Televisione
- Vera med flera – serie TV, 5 episodi (2003)
- Torka aldrig tårar utan handskar – miniserie TV, 3 episodi (2012)
- Familjen Holstein-Gottorp – serie TV, 2 episodi (2013)
- Jerry & Maya - Agenzia investigativa – serie TV (2013)
- Portkod 1525 – serie TV, 4 episodi (2014)
- Gerilla – film televisivo (2015)
- Arne Dahl - Dödsmässa – miniserie TV, 2 episodi (2015)
- Life in Squares – miniserie TV, 1 episodio (2015)
- Boys – serie TV (2015)
- Solsidan – serie TV, 1 episodio (2015)
- Boy Machine – serie TV, 5 episodi (2015)
- The Bridge - La serie originale – serie TV, 7 episodi (2015-2018)
- Triangle – serie TV (2017)
- Innan vi dör – serie TV, 18 episodi (2017-2019)
- Dirigenten – serie TV, 8 episodi (2018)
- Helt perfekt – serie TV, 23 episodi (2018-2020)
- Avenue 5 – serie TV, 8 episodi (2020)
- Il giovane Wallander – serie TV, 6 episodi (2020)